# Kozerowy Potok
Kozerowy Potok, Kozyrowy Potok – potok, prawy dopływ Rosochy.

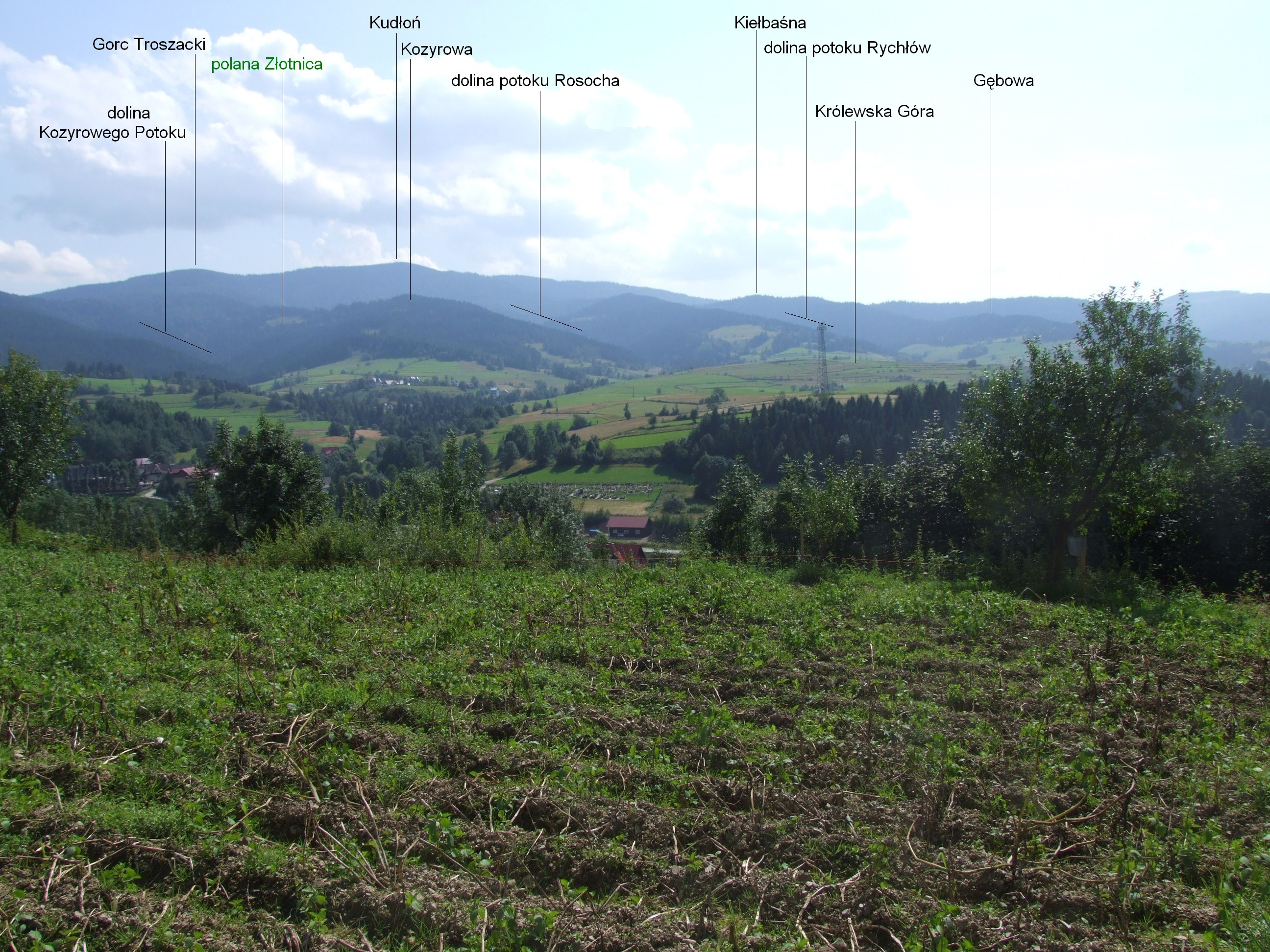
Dolina Kozerowego Potoku

Bieg potoku od źródeł do ujścia znajduje się na terenie miejscowości Lubomierz w województwie małopolskim, w powiecie limanowskim, w gminie Mszana Dolna. Wypływa na wysokości około 926 m w dolinie między północnymi grzbietami Jaworzynki i Kudłonia w obrębie Gorczańskiego Parku Narodowego. Spływa w północnym kierunku głęboką i zalesioną doliną pomiędzy grzbietem Jaworzynki i Kozerowej Góry, następnie wypływa na bezleśne obszary należącego do Lubomierza przysiółka Kozery i na wysokości 582 m uchodzi do Rosochy.